# The Killing Game Show
The Killing Game Show ist ein 1990 erschienenes Computerspiel des Genres Run and Gun, also ein Plattformhüpfspiel, bei dem man auch schießen muss. Es wurde von Raising Hell Software (später Bizarre Creations) für den Amiga und den Atari ST entwickelt und von Psygnosis veröffentlicht. Das Spiel wurde als Sega-Mega-Drive-Portierung am 6. Januar 1991 unter dem Titel Fatal Rewind bei Electronic Arts wiederveröffentlicht.

## Spielprinzip
Das Spiel ist eine Mischung zwischen Plattformhüpfspiel und Shoot'em up. Es sieht rein optisch dem populären Computer- und Videospiel Turrican sehr ähnlich. Man steuert eine Art Walker-Roboter. Außer Feinden auszuweichen bzw. Feinde abzuschießen, die sich in verschiedensten Verhaltensmustern bewegen, muss man auch den Weg vom Anfang und Boden des Levels herauf zu Spitze und Ausgang schaffen. Dabei herrscht großer Zeitdruck sowie eine fast klaustrophobische Beklemmung, denn das Level wird nach und nach mit einer giftigen Flüssigkeit angefüllt, deren Pegelstand kontinuierlich ansteigt.
Zu Beginn jeden Levels konnte der Spieler in der Amiga-Version eine Karte per Help-Taste einblenden. Man kann springen, laufen, Wände erklimmen und Spezialwaffen und Spezialgegenstände benutzen. Letztere sind z. B. Schlüssel, die man zum Öffnen bestimmter Tore benötigt.
Eine Besonderheit des Spiels war das sogenannte „Zurückspulen“. Wenn man ein Leben verliert, konnte der Spieler das Spiel „zurückspulen“ (daher auch der Alternativname „Fatal Rewind“) und die Aufzeichnung seiner Handlungen ansehen. Kurz bevor man sein Leben verloren hat, konnte man sich über das Drücken der Feuertaste wieder ins Spiel einschalten, in den Verlauf eingreifen und versuchen, diesmal die Problemstelle erfolgreich zu meistern. Man kann die Aufzeichnungen, um nicht immer alles ansehen zu müssen, mit der F10-Taste „vorspulen“. Diese Möglichkeit des „Spulens“ war damals sehr einzigartig sowie bequem – und auch notwendig, denn, wie in den meisten anderen Psygnosis-Titeln, war auch in „The Killing Game Show“ der Schwierigkeitsgrad sehr hoch angesetzt und das Überleben nicht einfach.
Die Mega-Drive-Version hatte sechs Levels, die aus je zwei Teilen bestanden.